# Steve Beresford
Steve Beresford (1950) è un musicista e compositore britannico.
Sebbene sia meglio conosciuto per la sua musica basata sull'improvvisazione libera, ha anche scritto musica per i film e per la televisione. Ha anche suonato insieme a innumerevoli artisti e complessi fra cui Evan Parker, Lol Coxhill, John Zorn, Han Bennink, Christian Marclay la Portsmouth Sinfonia, i Flying Lizards, gli Alterations e i Three Pullovers.

## Biografia
Dopo essersi diplomato all'Università di York e aver lavorato in vari gruppi teatrali, Beresford si trasferì a Londra nel 1974 dove entrò a far parte di uno dei primi nuclei dei Company insieme a Derek Bailey. Nel 1977 entrò a far parte degli Alterations con David Toop, Terry Day e Peter Cusack.
Dal 2010 ha eseguito vari brani di John Cage basati sull'indeterminatezza con Tania Chen e il comico Stewart Lee. Nel 2012 ha eseguito una performance con Ilan Volkov al BBC Proms tenuto alla Royal Albert Hall di Londra. Nel 2012 è stato insignito del Premio Paul Hamlyn per gli artisti. Nel 2015 ha eseguito un duo con la cantante norvegese Natalie Sandtorv al festival Blow Out! di Oslo, in Norvegia.

## Discografia parziale

### Album solisti
- 1980 – The Bath of Surprise
- 1987 – Avril Brisé
- 1988 – L'Extraordinaire Jardin De Charles Trenet
- 1989 – Pentimento
- 1995 – Signals for Tea

### Collaborazioni
- 1975 – Teatime (con Gary Todd, Dave Solomon, John Russell e Nigel Coombes)
- 1977 – Three Pullovers (con Roger Smith e Nigel Coombes)
- 1980 – Whirled Music (con Max Eastley, Paul Burwell e David Toop)
- 1980 – White's String's Attached (con Nigel Coombes)
- 1981 – Luton - Centre of the Universe (con Jone Rose,  John Russell e Tony Wren)
- 1981 – Imitation of Life (con Tristan Honsinger, Toshinori Kondo e David Toop)
- 1981 – Double Indemnity (con Tristan Honsinger)
- 1986 – Deadly Weapons (con David Toop, John Zorn e Tonie Marshall)
- 1986 – Dancing the Line (con Anne Marie Beretta)
- 1987 – Directly to Pyjamas (con Han Bennink)